# Uguccio Borromeo
Uguccio Borromeo o Uguccione de' Borromei (Vercelli, ... – Novara, 1329) è stato un vescovo cattolico italiano.

## Biografia
Uguccio Borromeo nacque a Vercelli da un ramo collaterale della celebre famiglia dei Borromeo da cui discese san Carlo. Intrapresa la carriera ecclesiastica divenne docente di diritto canonico all'Università di Bologna, dopodiché venne accolto tra i canonici di Liegi e successivamente venne onorato del titolo di Cappellano di Sua Santità ottenendo anche la carica di uditore.
Papa Benedetto XI lo elesse vescovo di Novara il 19 febbraio 1304 e durante il suo episcopato, nel 1316 partecipò ad Avignone all'elezione di papa Giovanni XXII.
Morì a Novara nel 1329.

## Genealogia episcopale e successione apostolica
La genealogia episcopale è:
- Papa Benedetto XI
- Vescovo Uguccio Borromeo

La successione apostolica è:
- Patriarca Cassono della Torre (1308)